# MV Sinar Bangun
El MV Sinar Bangun fue un transbordador que se hundió el 18 de junio de 2018 en el lago Toba, al norte de Sumatra (Indonesia), durante su viaje desde el puerto de Simanindo, en la isla de Samosir, hasta el puerto de Tiga Ras, en la regencia de Simalungun. El transbordador transportaba a 188 pasajeros y tripulantes. Tras el hundimiento, las autoridades desplegaron de inmediato personal de búsqueda y rescate en la zona. Se rescató a veintiún supervivientes, se encontraron tres cadáveres y 164 personas fueron declaradas desaparecidas y presuntamente muertas.
El Comité Nacional de Seguridad del Transporte de Indonesia concluyó que el hundimiento se debió a una sobrecarga. La decisión de la tripulación de cargar el transbordador hasta cuatro veces su capacidad, combinada con una carga inadecuada de pasajeros y carga, provocó que el transbordador fuera extremadamente inestable. Las altas olas en la zona provocaron que el transbordador, que se encontraba en una situación crítica, volcara. Como las rutas de escape estaban bloqueadas por vehículos, muchos pasajeros no pudieron escapar y quedaron atrapados en el interior del transbordador.

## Hundimiento
El MV Sinar Bangun viajaba desde el puerto de Simanindo, en la regencia de Samosir, al norte de la isla de Samosir, hasta el puerto de Tiga Ras, en la regencia de Simalungun. Las autoridades indicaron que muchos de los pasajeros eran turistas que habían viajado con sus familias al lago Toba, el lago supervolcánico más grande de Indonesia. Era temporada de vacaciones en Indonesia y el ferry estaba repleto de pasajeros. Las autoridades indicaron que el ferry se hundió alrededor de las 17:00–17:30 hora local. Se informó que el ferry transportaba más de cuatro veces la capacidad nominal de 43 pasajeros y estaba equipado solo con 45 chalecos salvavidas.
Los supervivientes afirmaron que los vientos soplaban con fuerza y que las olas eran fuertes, con una lluvia intensa. Otro superviviente afirmó que el volante se rompió durante el desastre. El ferry se balanceó una vez e inmediatamente volcó a estribor. El hundimiento se produjo tan sólo 22 minutos después de haber salido del puerto. Ocurrió tan rápido que ningún pasajero logró ponerse chalecos salvavidas. Los pasajeros que se encontraban en la parte superior del ferry saltaron inmediatamente al agua. Los supervivientes recordaron que los pasajeros gritaban y luchaban por salir del ferry lo más rápido posible, y que varias personas fueron aplastadas o pisoteadas durante el desastre.
Un pasajero del ferry subió a las redes sociales un vídeo grabado durante el desastre. El vídeo muestra que el ferry volcó por completo y revela que muchos pasajeros habían sobrevivido inicialmente al hundimiento. En el vídeo se ve al menos a 50 o 60 supervivientes aferrados al casco, mientras que otros son arrastrados por la corriente; se pueden oír gritos y llantos. El vídeo también muestra que los pasajeros no utilizaron chalecos salvavidas ni ningún otro equipo salvavidas. Otro vídeo grabado por un pasajero de un ferry que pasaba muestra que el MV Sinar Bangun se había sumergido por completo y que el número de supervivientes había disminuido significativamente; se pueden ver menos de 30 supervivientes y no se ve a ninguno aferrado al casco. En su informe final, se reveló que los que fueron vistos aferrados al casco fueron golpeados más tarde por otra ola enorme, ahogando a decenas de personas. Mientras tanto, algunos de los que fueron vistos flotando alrededor del casco se ahogaron más tarde debido al agotamiento.
Si se confirma la muerte de los desaparecidos, este será el desastre marítimo más mortífero en Indonesia desde el hundimiento del MV Teratai Prima en 2009, en el que murieron más de 300 personas.